# Astrogorgia lafoa
Astrogorgia lafoa är en korallart som beskrevs av Manfred Grasshoff 1999. Astrogorgia lafoa ingår i släktet Astrogorgia och familjen Plexauridae. Inga underarter finns listade i Catalogue of Life.